# Club 10
Club 10 fue un programa de televisión para público infantil de Colombia, creado en 1999 por Andrés Huertas Motta y realizado por Caracol Televisión. Su contenido incluía películas, concursos, dibujos animados y la tradicional Historieta, realizada por actores y personajes del programa, entre los cuales se incluyen los famosos Aurelio Cheveroni (el lobo), Dinodoro (el dinosaurio) y Mary Moon (La gata). El programa tuvo 3 familias y fue emitido en Colombia por el Canal Caracol y en Estados Unidos por el canal hispano Gentv. 
Club 10 emitió su último episodio el 25 de abril de 2015.

## Historia
A lo largo de sus más de 15 años de transmisión, El Club 10 siempre consistió en presentar al público una familia con integrantes provenientes de diferentes lugares y condiciones, pero manteniendo siempre a sus tres protagonistas principales: Aurelio Cheveroni, Mary Moon y Dinodoro, eje de todas las historias y de la trama en sí misma, producto de sus rasgos y personalidades, y quienes estuvieron en las tres diferentes familias. 
La primera fue "La Familia 10", de 1999 al año 2003. Fue la familia original, en la cual se explicaba la historia de los protagonistas.
En el año 2003, con la partida de la gran mayoría de los actores que conformaron la Familia 10, el programa optó por renovar al elenco, y fue así como se dio paso a la segunda generación del programa: El Club 10, cuando los protagonistas llegan a una residencia que, en efecto, sirve como un club infantil.
Desde el 2005 aparece la última de las familias: La Generación 10, la cual se mantendría vigente por casi diez años hasta la finalización del programa en el 2015.

## Familia 10
El "Pap" y sus dos hijos, Jimmy y Zeta, vivían en una casa junto a su mascota, Aurelio. Un día, a la puerta tocaron dos hermanas pobres que no tenían donde quedarse: Abril y Florecita, con su mascota, Mary Moon. El Pap y sus hijos las acogieron como familia. Posteriormente, alguien dejó abandonado a un dinosaurio bebe en la puerta de ese hogar. Su nombre era Dinodoro y estaba recién nacido, también lo aceptaron en la familia. Luego, otro niño llegó a pedir refugio. Era Rap, quien fue ayudado por todos y convertido en integrante.
La Familia 10, entonces, quedó conformada así: El Pap, jefe del hogar; Jimmy y Florecita, los hermanos mayores; Zeta, Abril y Rap, los niños de la casa; Aurelio, Mary Moon y Dinodoro, las mascotas, que más que eso, fueron como hermanos e hijos para el resto de la familia. Todos juntos, vivieron cientos de aventuras en dicho hogar, en las cuales se resaltaban los principales valores familiares y de amistad, en situaciones de alegría, tristeza, suspenso y diversión.

## El Club 10
Por motivos que no se aclaran, Aurelio, Mary Moon y Dinodoro se han marchado de la casa de la Familia 10 y se encuentran solos en la calle y buscando refugio, hasta que llegan a una gran residencia con la que quedan deslumbrados. Allí conocen a Adriana, Manolo, Lorena, Fito, Flex, Sami y Lucas, quienes, a partir de ese momento, los acogen y se convierten en su nueva familia, y con quienes también vivirán incontables aventuras. Descubren que esta residencia, en efecto, sirve como un club infantil, al cual nombran Club 10.

## La Generación 10
La artista Juliana Velásquez, "Juli V.", lideró el elenco de la Generación 10 de manera ininterrumpida, desde el año 2005 hasta marzo del año 2014, desempeñándose como actriz protagónica y como presentadora y reportera. Además, formó parte del Show del Club Diez y participó en las giras, como Presentadora y como Cantautora, interpretando temas de su autoría. Esta niña de 15 creció con El Club Diez, hasta sus últimas presentaciones.

## Final
El 25 de abril de 2015, el Club 10 se despide después de 16 años de estar al aire, en un programa especial presentado por Juliana Velásquez, Aurelio, Mary Moon y Dinodoro, en el cual evocaron los mejores momentos de los 16 años del programa, a lo largo de las tres principales épocas que lo conformaron: La Familia 10, El Club 10, y la Generación 10.

## Personajes

### La familia 10 (1999)
- El "Pap": Era el padre de familia del hogar, aquel que ayudaba y brindaba consejos a los integrantes de la familia en sus cientos de historias, conflictos y dificultades, el mejor amigo de todos. Inicialmente vivía solo con sus dos hijos, Zeta y Jimmy y su mascota Aurelio. Al finalizar su actuación en el programa, en el 2001, se argumentó que había ido a visitar a sus hijas adoptivas, Florecita y Abril, a Australia.
- Zeta: Hijo menor de "El Pap", hermano de Jimmy, era un niño de 9 años, descomplicado y muy aficionado al fútbol, hincha del equipo Independiente Santa Fe. Era uno de los mejores amigos de Aurelio Cheveroni en el Club. Al finalizar su actuación en el programa, en el 2002, se argumentó que había ido a realizar su sueño, jugar en las inferiores de un equipo de fútbol de Europa.
- Jimmy: Hijo mayor de "El Pap", hermano de Zeta. Era un muchacho de 17 años, aficionado a la música, especialmente el Rock. Tocaba muy bien la guitarra eléctrica y componía algunas canciones. Al finalizar su actuación en el programa, en el 2002, se argumentó que había ido de gira por el mundo con un grupo musical de Rock, el cual había conformado con sus amigos.
- Florecita: Hija adoptiva de El Pap, hermana de Abril. Era una muchacha de 18 años, responsable y madura, preocupada por el cuidado y la protección de la naturaleza. Llegó junto a su hermana Abril y su mascota, Mary Moon, a la casa de El Pap a pedir refugio, pero esta se convirtió en su nuevo hogar cuando él y sus hijos decidieron acogerlas como nuevas integrantes de la familia. Al finalizar su actuación en el programa, en el 2001, se argumentó que se había ido con su hermana Abril a estudiar a Australia.
- Abril: Hija adoptiva de El Pap, hermana menor de Florecita. Era una niña de 9 años, muy juiciosa, responsable y aplicada al estudio, al igual que su hermana. Llegó al Club 10 con su hermana y su mascota a pedir refugio, para luego ser parte de la familia. Finalizó su actuación en el programa en el 2001, cuando viajó con su hermana a Australia.
- Rap: Hijo adoptivo de El Pap, era un niño de 9 años, amante del Rap, de ahí su sobrenombre. Era un niño algo travieso, un poco bromista pero responsable en sus cosas. Llegó a la casa pidiendo refugio, al igual que Florecita, Abril y Mary Moon, y como a ellas tres, también lo convirtieron en integrante de la familia. Uno de sus mejores amigos en el club, era Dinodoro, con quien se la pasaba la mayor parte del tiempo. Finalizó su participación en el programa en el año 2001.
- Aurelio Cheveroni: Es uno de los principales protagonistas en el Club 10, junto a Dinodoro y Mary Moon. Inicialmente, era un lobo color rosado que vivía con El Pap, Jimmy y Zeta, como su mascota, que al paso del tiempo se convirtió en un hermano para todos. Posteriormente, el color de su pelo cambió a rojo, debido a su crecimiento. Es muy aficionado a la moda y al "buen vestir", por lo que siempre utiliza corbatas y otras prendas de la marca "Ives Saint Lobal". Sus comidas y bebidas favoritas son los perros calientes, con triple ración de mostaza y cebolla, y las malteadas. En una ocasión, él y Zeta compitieron contra una amiga suya y Dinodoro, para determinar cuál pareja era capaz de comer la mayor cantidad de perros calientes. La competencia la ganaron Dinodoro y la amiga de Zeta, cuando esta última, después de que cada pareja comiera 8 perros calientes, comió otros dos.
Aurelio Cheveroni se ha convertido en el icono del Club 10, gracias a su egocéntrica y divertida personalidad. En el 2008, protagonizó la serie La Familia Cheveroni, programa que lo llevó a la fama nacional. Luego de esto, continuó en el Club 10, realizando Shows en vivo por las principales ciudades de Colombia.
- Mary Moon: Es una de las protagonistas del Club 10, junto a Aurelio y Dinodoro. Su verdadero nombre era María Luna Piedrahíta, pero al llegar al Club 10, junto a Florecita y Abril como su mascota, siempre se le conoció como Mary Moon. Al inicio del programa, era una gata egocéntrica, creída, y gomela, pero al pasar el tiempo, su personalidad fue cambiando gracias a las muchas aventuras que vivió y a las enseñanzas que aprendió de sus hermanos adoptivos. Ella afirma que es bilingüe, pero al hablar no lo hace bien, aunque utiliza algunas palabras en inglés. Se preocupa bastante por su apariencia ya que constantemente se realiza un "pedicure" y uno de sus objetos más valiosos es su secador de pelo.
Mary Moon es uno de los personajes más aclamados y populares en las niñas del país, ya que miles de ellas se sienten identificadas con esta curiosa gata.
- Dinodoro: Es otro de los personajes principales del Club 10, de género masculino, que junto a Aurelio y Mary Moon. Dinodoro o "Dino", es un dinosaurio triceratops bebe, quien al inicio de la serie, fue abandonado en la puerta de la casa de El Pap cuando estaba recién nacido, en una canasta y con un letrero que decía "Me llamo Dinodoro". Dino era el menor de todos los integrantes de la Familia 10, el más pequeño e inocente. Sus alimentos favoritos eran el tetero de brócoli con espinaca y las paletas de chicle y mandarina. Siempre era el principal objeto de las bromas de Aurelio y Zeta, pero era también defendido por Rap, uno de sus hermanos adoptivos, y por Abril. Su actividad favorita era jugar en la tina con sus juguetes favoritos: unos patitos de hule.
Así como miles de niñas se sienten identificadas con Mary Moon, Dinodoro es el personaje más aclamado por los niños más pequeños del país.
- Agatha: La tía Agatha era la hermana mayor de El Pap. Llegó al Club 10, después de que El Pap se fuera a Australia, como la cabeza de familia. Solo duró un par de años en el Club 10.
- Abi: Una de las últimas integrantes del Club 10. Llegó al hogar después de la partida de Jimmy y Florecita. Era una muchacha que estuvo en la familia 10 tomando el rol de "Hermana mayor" de Dinodoro, Mary Moon y Aurelio.
- Croquis: Fue, junto a Látex, los últimos integrantes de la Familia 10. Era una rata que hacia maldades a los integrantes de la Familia 10, quienes después de intentar eliminarlas, decidieron dejarlas. Era un antagonista del programa, quien siempre maltrataba a su amigo Látex.
- Látex: Era una rata, de amigo de Croquis. Era el sumiso de esa unión, el torpe que siempre era maltratado por su "amigo" Croquis.

### Personajes posteriores a la Familia 10
- Juliana: Es una de los personajes principales del show, empezó desde el año 2005 y terminó a comienzos del 2014. Fue la mejor amiga de Mary Moon.
- Adriana "Nana": Era la cabeza del hogar de los niños del Club 10. Una muchacha alegre y cariñosa, pero al mismo tiempo responsable. Le gustaba cantar y su personaje saltó a la fama nacional al interpretar la canción "El Baile del Lobo".
- Manolo: Fue la figura paterna de los niños del Club 10. Era carpintero, a veces objeto de bromas de los niños, y tenía una mascota, una guacamaya roja llamada Lorena.
- Juan David: Fue uno de los protagonistas del show, pero fue muy criticado por el público colombiano y se tuvo que ir con el reemplazo de Pablo. Fue el mejor amigo de Aurelio, que empezó en el 2009 y terminó en el 2010.
- Pablo: Es un protagonista de Club 10, empezó desde 2012 y estuvo trabajando en el show, no ha sido criticado y ha dejado buena marca en el show, es el primo de Juliana, Majo y Andrés, también es el mejor amigo de Aurelio, Dinodoro y Mary, es muy responsable y no le gustan las bromas, ama el fútbol también el Club de los Millonarios y la Selección Colombia.
- María José (Majo): Es una niña que protagonizó la última etapa del Club 10, comenzó a inicios del 2014 y terminó junto al programa en abril de 2015, era una niña que se divertía junto a sus mejores amigos Aurelio, Dinodoro y Mary de las situaciones que ocurrían en el club, además era la voz de la razón, cuando sucedía algún problema.
- Andrés Simón: Es un protagonista del show. Trabajó también con la de Play Zone. Odia las bromas al igual que Pablo y es la cabeza mayor de la casa.
- jairo castilla: era el alcalde de la localidad era una persona llena de maldad corrupto ambicioso y mala gente que le hacia la vida imposible a los integrantes de la Familia 10,fue capturado por la policía cuando pretendía atentar contra todos los integrantes de la familia 10 y terminó en la cárcel
- dalia castilla:era hermana de jairo secretaria de la alcaldía y compañera de fechorías de este ella también se empeñaba en acabar contra todos los integrantes de la familia 10 fue detenida por la policía junto con su hermano y su cómplice virronchas cuando pretendian atentar contra la familia 10
- jaime rodriguez virronchas:escolta de jairo y compinche de las maldades de los hermanos castilla era fastidioso torpe y malo fue detenido por la policía junto con los hermanos castilla
- brayan castilla: sobrino de jairo y dalia castilla un joven arrogante que soñaba con ser futbolista odiaba a los integrantes de la familia 10 y apoyaba a sus tíos en sus fechorías se fue de la localidad al enterarse de que sus tíos habían sido detenidos por la policía
- sebastian castilla: hijo de jairo y sobrino de dalia castilla un joven diferente a su padre y a su tía nunca estuvo de acuerdo con las acciones de los hermanos castilla y los denunció a la policía después de eso se fue de la localidad

## Reparto (Familia 10)
- Aurelio Cheveroni: Fernando Rojas (voz y manejo de marioneta)
- Mary Moon: Nayra Castillo (voz y manejo de marioneta)
- Dinodoro: Mario Escobar (voz y manejo de marioneta hasta 2008) - Lytton Eduardo León (2008 - 2015)
- El Pap: Efraín Londoño
- Jimmy: Juan David Cataño
- Zeta: Daniel Calderón
- Abril: Sara Montoya
- Florecita: Marcela Bejarano
- Rap: Javier Botero
- Tía Agatha: Alexandra Escobar[3] (1999) / Luz Mary Arias (2002).[4]
- Juliana: Juliana Velásquez

- Abi: Carmen Villalobos.
- Majo: María José Pescador
- Jairo Castilla: Roberto Marín'
- Jaime Rodríguez virronchas: Giovanny Gómez
- Dalia Castilla: Nayra Castillo
- Brayan Castilla: Andrés Felipe Torres
- Sebastián Castilla: Jhonathan Cabrera
- Adriana: Paola Dulce
- Manolo: Cristian Gómez

## Principales Canciones
- La Familia 10:[5] Canción incluida en su primer CD "Grandes Éxitos del Club 10" del año 2000 (Warner Music)
- Nene Madrugador:[6] Canción de "intro", con la que iniciaba el programa Club 10.
- Yo Soy el Lobo Feroz:[7] Canción que describía la personalidad del lobo Aurelio Cheveroni.
- A Despertar:[8] Canción con la que describían a los niños perezosos a quienes les costaba trabajo despertar o madrugar.
- El Baño del Dinosaurio:[9] Canción que describía el baño de la casa, lugar de Dinodoro.
- El Baile del Lobo:[10] Canción que se describía la forma de bailar como Aurelio Cheveroni, fue interpretada por Paola Dulce quien también formó parte del Club 10, y fue banda sonora de las presentaciones que realizaron por toda Colombia.

Música original a partir de 2005 compuesta por el músico y productor Juan Fernando Moreno.

## Premios y nominaciones
Premios India Catalina
| Año  | Categoría                                                  | Resultado |
| ---- | ---------------------------------------------------------- | --------- |
| 2000 | Premio a la innovación o mejor nuevo formato de televisión | Nominado  |
| 2000 | Mejor programa infantil                                    | Ganador   |
| 2002 | Mejor programa infantil                                    | Nominado  |
| 2005 | Mejor programa infantil                                    | Nominado  |
| 2006 | Mejor programa infantil                                    | Ganador   |
| 2008 | Mejor programa infantil                                    | Ganador   |

### Premios TVyNovelas
| Año  | Categoría               | Resultado |
| ---- | ----------------------- | --------- |
| 2005 | Mejor programa infantil | Ganador   |